# Richard Stoltzman
Richard Leslie Stoltzman, né le 12 juillet 1942 à Omaha (Nebraska), est un clarinettiste américain.

## Discographie sélective
- Weber - Grand duo concertant op. 48; Schubert - Sonate Arpeggione, avec Richard Stoltzman (clarinette), Emanuel Ax (piano), (RCA AD84825, 1983)